# Jean Leon Pallière

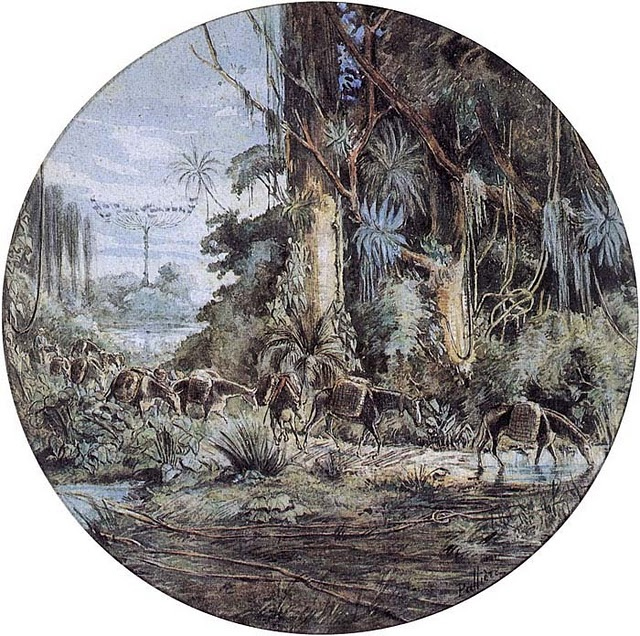
Gravura de Pallière da antiga estrada de Itupava (PR) denominada Descendo a Serra do Mar com tropas de erva mate executada por volta de 1860

Jean Leon Pallière Grandjean Ferreira, também conhecido por João Leão Pallière (Rio de Janeiro, 1 de janeiro de 1823 - Lorris, 12 de fevereiro de 1887) foi um pintor, desenhista, gravador e professor nascido no Brasil mas registrado no consulado da França.

## Biografia
Filho do pintor Arnaud Julian Pallière e neto do arquiteto Grandjean de Montigny, obteve formação artística na escola de Picot, em Paris, e na Imperial Academia de Belas Artes do Rio de Janeiro (atual Escola Nacional de Belas-Artes) com o mestre Félix Emílio Taunay.
Em 1850 viajou a Roma para ornamentar o teto da biblioteca do antigo prédio da Academia Imperial de Belas Artes. Após finalizado este serviço, morou e estudou por mais alguns anos na cidade italiana. Ao retornar a sua cidade natal, permaneceu por um pequeno período no Brasil, transferindo residência para Buenos Aires em 1856. Ao morar por mais de 10 anos na Argentina, ficou conhecido como "o pintor do gaúcho e das cenas crioulas" e esta estadia na cidade do Prata, repercutiu no seu principal projeto artístico.[carece de fontes?]
Estimulado pela repercussão da obra de d'Hastrel e Ouseley intitulada Álbuns Ilustrados da Vida, projetou um trabalho similar para a criação de sua própria coleção e assim iniciou uma longa viagem pelos países da América do Sul e em 1860 desembarcou no Porto de Paranaguá, passando por Curitiba e logo após por algumas cidades de Santa Catarina. Este projeto foi concluído com o lançamento, em 1864, do seu Álbum de Cenas Americanas. Neste trabalho, apresentou 52 litografias que em sua grande maioria, mostra imagens do cotidiano argentino (sua gente de campo, a lida dos vaqueiros, a tosquia, as tavernas) e apenas 4 desenhos de vistas brasileiras, entre elas, duas do Paraná: "Canoa no Rio Paranaguá" e "Tropa Carregada de Mate Descendo a Serra".
Em sua longa estadia em Buenos Aires, foi professor da Escuela Normal del Colegio de Huérfanos. Em 1866, mudou-se para Paris onde faleceu em 1887.